# Economia socialista di mercato
L'economia socialista di mercato (社會主義市場經濟T, 社会主义市场经济S, Shèhuìzhǔyì Shìchǎng JīngjìP) è il sistema economico e modello di sviluppo impiegato nella Repubblica Popolare Cinese secondo la dottrina del socialismo con caratteristiche cinesi. Il sistema si basa sulla predominanza della proprietà pubblica e delle imprese statali all'interno di un'economia di mercato integrata con il sistema sociale di base del socialismo, consentendo al mercato di svolgere un ruolo decisivo nell'allocazione efficiente delle risorse sotto il macro-controllo degli Stati socialisti e attraverso leve di prezzo e meccanismi di concorrenza. Permette alle attività economiche cinesi di seguire i requisiti della legge del valore, di adattarsi ai cambiamenti nel rapporto tra domanda e offerta e di utilizzare il mercato per rispondere ai vari segnali economici.
Nata all'interno delle riforme economiche cinesi avviate nel 1978 con Deng Xiaoping che hanno integrato la Cina nell'economia di mercato globale, l'economia socialista di mercato rappresenta la fase primaria del socialismo cinese. Il termine "economia socialista di mercato" è stato introdotto da Jiang Zemin durante il XIV Congresso nazionale del Partito Comunista Cinese nel 1992 per descrivere l'obiettivo delle riforme economiche della Cina.
I sostenitori di questo modello economico lo distinguono dal socialismo di mercato che ritiene la pianificazione economica irraggiungibile, indesiderabile o inefficace. I sostenitori dell'economia socialista di mercato vedono i mercati come una fase temporanea nello sviluppo di un'economia completamente pianificata. Molti commentatori descrivono invece il sistema come una forma di capitalismo di Stato.

## Storia
Cui Zhiyuan fa risalire i fondamenti teorici dell'economia socialista di mercato al modello di socialismo liberale di James Meade in cui lo stato agisce come un pretendente residuo sui profitti generati dalle imprese statali che agiscono indipendentemente dalla gestione del governo.

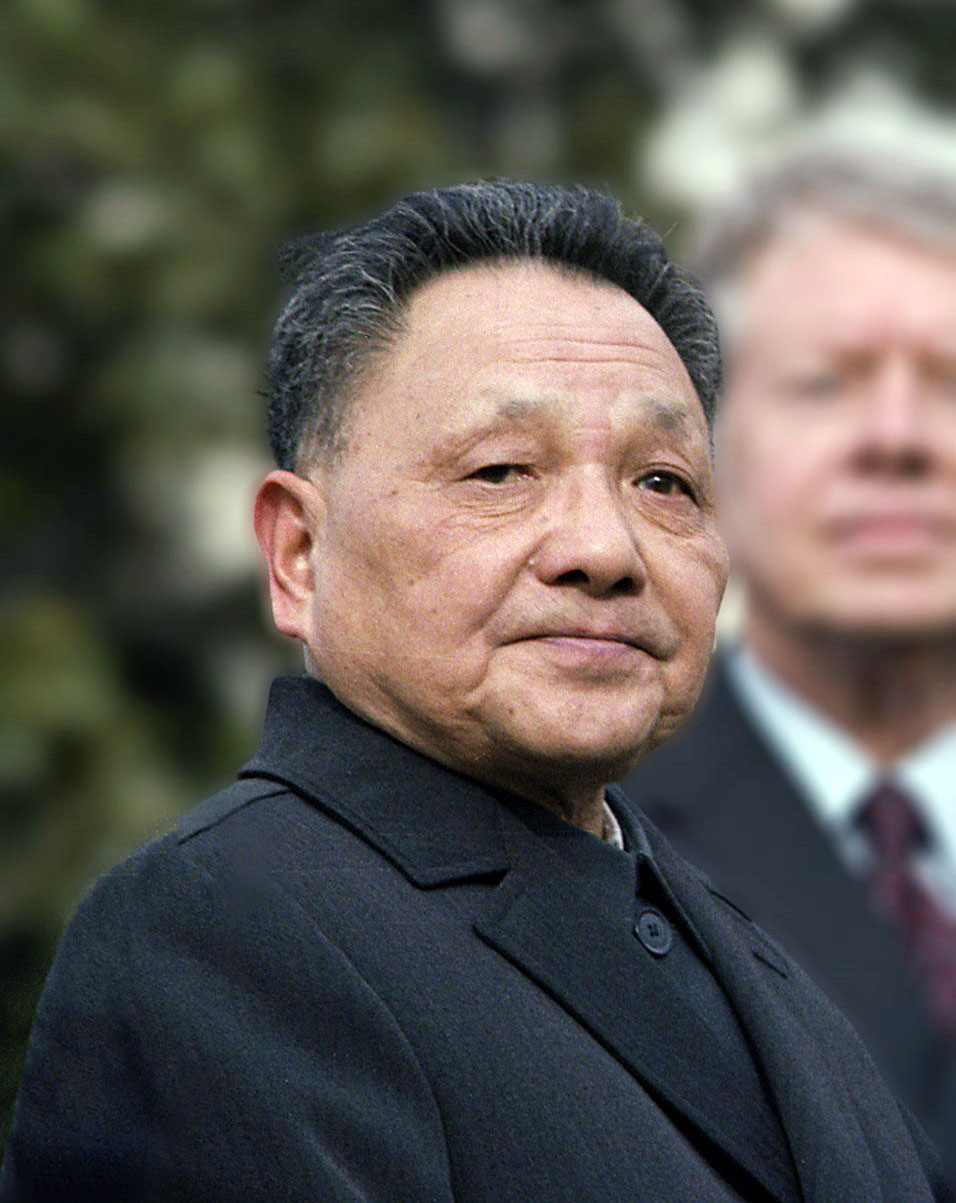
Deng Xiaoping nel 1979

Dopo il grande balzo in avanti (1958-1961) e la cacciata dal potere della Banda dei Quattro nel 1976, il presidente Deng Xiaoping (leader supremo dal 1978 al 1989) orientò gli sforzi della Cina sulla crescita economica e sulla ricerca di un sistema economico compatibile con le condizioni specifiche della Cina, rimanendo fedele al modello leninista del centralismo democratico e del monopartitismo. Deng Xiaoping e la dirigenza del Partito Comunista respinsero la precedente enfasi maoista sulla cultura e l'azione politica come forze trainanti del progresso economico. Iniziarono quindi a porre una maggiore enfasi sull'avanzamento delle forze produttive materiali come prerequisito fondamentale e necessario per la costruzione di una società socialista avanzata. L'adozione di riforme del mercato è stata considerata coerente con il livello di sviluppo della Cina e un passo necessario per far progredire le forze produttive della società.
Deng Xiaoping introdusse il concetto di economia socialista di mercato:
- Eliminando il concetto di economia pianificata centralizzata che esclude completamente la regolamentazione del mercato e formare l'idea di "economia pianificata come pilastro e economia di mercato come supplemento";
- Affermando che l'economia socialista è un'economia pianificata delle merci basata sulla proprietà pubblica, rompendo il concetto tradizionale di antagonizzare l'economia pianificata e l'economia delle merci e reinterpretando la connotazione di economia pianificata;

Nel 1979 Deng Xiaoping sottolineava che era scorretto limitare il mercato alla sola economia capitalista. Ciò allineò la politica cinese con una prospettiva marxista più tradizionale nella quale un'economia socialista pianificata pienamente sviluppata può nascere solo dopo l'esaurimento del ruolo storico dell'economia di mercato e la sua trasformazione graduale in un'economia pianificata, spinta dai progressi tecnologici che rendono possibile la pianificazione economica e quindi i rapporti di mercato diventano meno necessari.
Le riforme iniziali di decollettivizzazione dell'agricoltura e di apertura agli investimenti stranieri portarono in seguito a riforme radicali su larga scala, tra cui l'aziendalizzazione del settore statale, la privatizzazione parziale di alcune imprese, la liberalizzazione del commercio e dei prezzi e lo smantellamento del sistema di certezza del lavoro alla fine degli anni novanta. Con le riforme di Deng Xiaoping, il PIL cinese è passato da circa 150 miliardi $ nel 1978 a più di $ 1,6 trilioni nel 2004, con un aumento annuo del 9,4%.
Jiang Zemin ha originariamente introdotto il termine "economia socialista di mercato" nel XIV Congresso nazionale del Partito Comunista Cinese del 1992, per affermare che la Cina poteva apprendere dai paesi capitalisti senza aver bisogno di discutere se le riforme applicate fossero "socialiste" o "capitaliste". Jiang aveva chiesto a Deng Xiaoping se avesse approvato il termine, cosa che fece.

## Descrizione
L'economia socialista di mercato è vista dal PCC come una fase iniziale nello sviluppo del socialismo dove la proprietà pubblica dominante coesiste accanto a diverse forme di proprietà privata ed entrambe hanno lo scopo di realizzare il socialismo. Tende a superare la netta contrapposizione tra socialismo e capitalismo, mirando alla compatibilità per entrambi: gli investitori e le aziende cinesi devono dare priorità agli interessi pubblici rispetto a quelli commerciali, mentre l'allocazione delle risorse avviene non tramite quote pianificate ma attraverso il mercato con autonomia, uguaglianza, competitività ed efficienza. Il mercato ha inoltre lo scopo di sviluppare le forze produttive del Paese.
Il PCC sostiene che, nonostante la coesistenza di capitalisti privati e imprenditori pubblici e collettivi, la Cina non è uno Stato capitalista perché il partito preserva il controllo sulla direzione del Paese, mantenendo il suo corso di sviluppo socialista. Il capitale non può controllare il Paese, influenzare la politica, riformare la società né interferire con il sistema ideologico. Deve invece contribuire allo sviluppo economico nazionale e al miglioramento dei mezzi di sussistenza della popolazione. Gli imprenditori cinesi devono sottostare alla leadership del Partito Comunista, alle leggi e ai regolamenti e devono promuovere le linee, politiche e i principi del PCC.

### Settore statale

Marchio della SASAC.

Il nucleo del sistema socialista risiede nella proprietà pubblica dei mezzi di produzione, e nell'economia socialista di mercato è costituita da beni di proprietà statale, imprese di proprietà collettiva e partecipazioni azionarie. Queste varie forme di proprietà pubblica svolgono un ruolo dominante nell'economia socialista di mercato accanto a importanti imprese private e straniere.
In Cina, un'ampia gamma di imprese statali (SOE) e istituzioni pubbliche controllano determinate risorse economiche e agiscono all'interno del mercato. Al 2021, sono attive oltre 150 mila SOE.
Le principali forme di imprese statali in Cina sono:
- Imprese statali: imprese commerciali costituite dal governo centrale o locale, i cui dirigenti sono nominati dal governo o da enti pubblici. Questa categoria include solo le imprese interamente finanziate e gestite dallo Stato. La maggior parte delle imprese statali non sono entità del governo centrale. Le imprese statali del governo centrale sono sotto-unità della Commissione per la Supervisione e l'Amministrazione delle Attività Statali (SASAC);
  - Istituti finanziari controllati dalla Central Huijin Investment della China Investment Corporation;
  - Entità controllate dal ministero delle finanze della Repubblica Popolare Cinese;
- Imprese a partecipazione statale: le imprese a partecipazione statale, o a controllo statale, sono società quotate in borsa in cui lo Stato possiede una quota rilevante o una quota di controllo all'interno delle imprese, esercitando così un'influenza sulla gestione dell'impresa. Queste includono le imprese che ricevono investimenti diretti esteri.[20]

A partire dalle riforme del 1978 e degli anni ottanta, le imprese statali sono state gradualmente rese attrici nel mercato e trasformate in società per azioni con lo Stato come unico o maggiore azionista. All'inizio degli anni 2000, la maggior parte delle principali imprese statali in settori non strategici erano quotate alle borse di Shanghai e Hong Kong e alcune hanno adottato strutture di proprietà mista. Nel 2013, il settore pubblico rappresentava il 30% del numero di imprese in Cina, ma il 55% delle attività, il 45% delle entrate e il 40% dei profitti.
A partire dal 2017, il Partito Comunista Cinese ha rifiutato il modello di Singapore delle società di investimento statali in stile Tamasek dove le SOE operano esclusivamente per massimizzare i profitti su base commerciale. In particolare, la Cina sostiene che le imprese statali di proprietà centrale perseguono anche obiettivi di politica nazionale e industriale. A seguito delle riforme per aumentare la redditività e scaricare il debito, il governo ha riferito che i profitti delle imprese statali di proprietà del governo centrale sono aumentati del 15,2% nel 2017.
Nonostante siano diventate sempre più redditizie, le SOE in Cina non pagano dividendi allo Stato e alcuni analisti hanno messo in dubbio la logica della proprietà pubblica. Come parte delle riforme attuate dalla SASAC,a partire dal 2011, le imprese statali sono state incoraggiate e obbligate a pagare una parte più elevata dei loro profitti come dividendi allo Stato, con alcune attività di proprietà statale trasferite ai fondi di sicurezza sociale per aiutare a finanziare le pensioni. Questo fa parte di un più ampio sforzo di riforma volto a ristrutturare il settore statale dell'economia e renderlo una fonte di finanziamento per i servizi pubblici. Nell'ambito degli obiettivi di riforma delle imprese di Stato delineati nel 2015 dalla SASAC, le SOE sono classificate come entità commerciali o di servizio pubblico, con l'obbligo di distribuire una quota maggiore dei loro utili come dividendi.

### Settore privato
Le imprese private sono riconosciute come una delle componenti dell'economia socialista di mercato insieme alle imprese statali, collettive e di proprietà individuale. Il settore privato ha svolto un ruolo sempre più importante dall'adozione del diritto societario del 1994. Inoltre, in Cina il confine tra imprese pubbliche e private è sfumato poiché molte società quotate in borsa sono di proprietà mista di varie entità statali e non statali. Inoltre, le imprese del settore privato che operano in settori mirati alla crescita spesso ricevono prestiti favorevoli e un trattamento statale preferenziale, mentre le imprese statali in settori non strategici potrebbero essere esentate dai sussidi. Ad esempio, la ZTE è un'impresa a maggioranza statale che è stata costretta a fare affidamento sui mercati azionari, mentre il suo concorrente Huawei di proprietà dei dipendenti ha ricevuto importanti finanziamenti dalle banche statali. Come le loro controparti di proprietà statale, le aziende private seguono le politiche statali e sono soggetti al controllo del partito. A partire dal 2015, il controllo statale e lo sviluppo diretto dallo Stato (sia nel settore pubblico che in quello privato) sono le caratteristiche principali del sistema economico cinese dove lo Stato svolge un ruolo più sostanziale rispetto alla proprietà pubblica dei beni.
Sebbene sia stato accordato un ruolo nell'economia di mercato socialista e sia notevolmente aumentato in dimensioni e portata a partire dagli anni novanta, il settore privato non domina l'economia cinese. L'esatta dimensione del settore privato è difficile da determinare in parte perché le imprese private possono avere una minoranza delle loro azioni di proprietà di enti statali e a causa dei diversi standard di classificazione utilizzati per classificare le imprese. Ad esempio, nel primo trimestre del 2016 l'Ufficio nazionale di statistica della Cina ha riportato investimenti fissi da parte di imprese private al 35% e da imprese interamente di proprietà statale al 27%, con la maggior parte del resto appartenente a imprese a responsabilità limitata non interamente finanziate dallo Stato.

### Pianificazione economica
Dalla sua fondazione la Cina aveva gestito l'economia nazionale attraverso un modello di pianificazione economica di tipo sovietico, ma con il processo di apertura e riforma sono state introdotte le relazioni di mercato e la pianificazione è stata resa più flessibile. I mercati sono quindi diventati la forza trainante fondamentale dell'economia cinese e nel 2003 la Commissione statale per la pianificazione è stata riformata nella Commissione nazionale per lo sviluppo e la riforma. Nonostante ciò, la Cina continua ad utilizzare un sistema di piani quinquennali e interventi economici per limitare lo sviluppo caotico e libero del mercato, guidarlo verso determinati obiettivi strategici e per sopperire ad eventuali crisi, agendo principalmente nel settore macroeconomico. Dal 1953 al 2021, sono stati attuati 14 piani quinquennali.
La pianificazione indicativa e le politiche industriali hanno sostituito la pianificazione del bilancio materiale e svolgono un ruolo sostanziale nel guidare l'economia di mercato sia per il settore statale che per quello privato. Il sistema di pianificazione è costituito da tre livelli, ciascuno dei quali utilizza un meccanismo di pianificazione diverso:
- La pianificazione obbligatoria è limitata alle imprese statali che operano in settori strategici, compresi i piani di ricerca, istruzione e sviluppo delle infrastrutture. Delinea i risultati mirati e la fornitura di materie prime e risorse finanziarie necessarie.
- La pianificazione contrattuale stabilisce gli obiettivi e i mezzi complessivi per raggiungere questi obiettivi e quindi negozia con le imprese e i governi locali per stabilire obiettivi dettagliati e come allocare le risorse ai settori interessati.
- La pianificazione indicativa opera al livello più basso del sistema di pianificazione, dove il governo delinea obiettivi industriali e quindi utilizza strumenti di mercato (esenzioni fiscali, sussidi e prestiti bancari agevolati) per indurre le imprese del settore mirato a raggiungere questi obiettivi.

## Analisi e critiche
Molti commentatori e studiosi cinesi e occidentali hanno descritto il sistema economico cinese come una forma di capitalismo di stato, in particolare dopo le riforme industriali degli anni ottanta e novanta, osservando che mentre l'economia cinese mantiene un ampio settore statale, le imprese statali operano come imprese del settore e conservano tutti i profitti senza destinarli al governo a beneficio dell'intera popolazione. Questo modello mette in discussione la logica della proprietà pubblica diffusa, nonché l'applicabilità del aggettivo "socialista", e ha portato a preoccupazioni e dibattiti sulla distribuzione dei profitti statali.
Tuttavia, a partire dal 2017, come parte del suo programma di riforma delle imprese statali, il governo centrale ha iniziato a incoraggiare le imprese statali a iniziare a pagare dividendi al governo. Altre riforme hanno trasferito beni di proprietà statale a fondi di previdenza sociale per aiutare a finanziare le pensioni e il governo municipale di Shenzhen ha proposto di utilizzare le proprie imprese statali per finanziare un sistema di dividendi sociali per i suoi residenti.
L'economista cinese Cui Zhiyuan sostiene che il modello di socialismo liberale di James Meade è simile all'economia socialista di mercato cinese. Il modello di Meade prevedeva la proprietà pubblica delle imprese con gestione indipendente, mentre lo Stato doveva agire come pretendente residuo dei profitti generati dalle sue imprese ma senza esercitare diritti di controllo sulla gestione e sulle operazioni delle sue aziende. Questo modello ha il vantaggio che lo Stato avrebbe una fonte di reddito indipendente dalla tassazione e dal debito, consentendo quindi una riduzione del carico fiscale sui redditi individuali e sul settore privato e promuovendo una maggiore uguaglianza. Cui sottolinea l'esperienza di Chongqing con le imprese statali municipali che consentono un'elevata spesa sociale insieme a tasse basse e tassi di crescita estremamente elevati come convalida del modello di economia socialista di mercato socialista. Il modello di Chongqing utilizzava i profitti delle imprese statali per finanziare i servizi pubblici (compresi gli alloggi), fornendo la principale fonte di finanza pubblica e consentendo a Chongqing di abbassare l'aliquota dell'imposta sulle società (15% rispetto all'aliquota nazionale dell'imposta sulle società del 33%) per attirare investimenti stranieri.

### Confronto con il capitalismo
Julan Du e Chenggang Xu hanno analizzato il modello cinese in un articolo del 2005 per valutare se rappresenta un tipo di socialismo di mercato o capitalismo, concludendo che il sistema economico della Cina rappresenta una forma di capitalismo piuttosto che di socialismo di mercato perché:
- esistono mercati finanziari che consentono la proprietà azionaria privata, una caratteristica assente nella letteratura economica sul socialismo di mercato;
- i profitti statali sono trattenuti dalle imprese piuttosto che essere distribuiti tra la popolazione in un dividendo sociale o in uno schema simile, caratteristiche centrali nella maggior parte dei modelli di socialismo di mercato

Du e Xu hanno concluso che la Cina non è un'economia socialista di mercato, ma una forma instabile di capitalismo.
Un'altra analisi effettuata dalla Global Studies Association presso l'Università DePaul nel 2006 riporta che il sistema economico cinese non costituisce una forma di socialismo se definito come un'economia pianificata in cui la produzione per l'uso sostituisce la produzione per il profitto come forza trainante dell'attività economica, ovvero quando il socialismo è definito come un sistema in cui la classe operaia è la classe dominante che controlla il plusvalore prodotto dall'economia. Anche l'economia cinese non costituisce socialismo nel senso di autogestione diffusa o democrazia del posto di lavoro. Lo studio ha concluso che dal 2006 il capitalismo non è nemmeno la modalità di organizzazione dominante e la Cina ha invece un sistema agrario parzialmente pre-capitalista con quasi il 50% della sua popolazione impegnata nei lavori agricoli.
Nel 2015 Curtis J. Milhaupt e Wentong Zheng hanno classificato il sistema economico della Cina come capitalismo di Stato, perché lo Stato dirige e guida tutti gli aspetti principali dell'economia cinese - settori pubblici e privati - pur non raccogliendo i dividendi dal possesso delle sue imprese. Hanno notato che le imprese statali cinesi e le imprese private condividevano molte somiglianze per quanto riguarda i sussidi statali, la vicinanza al potere statale e l'attuazione degli obiettivi politici del governo. All'interno del settore statale, l'accento era posto più sul controllo del governo che sulla proprietà dei beni. I fautori dell'economia di mercato socialista la confrontano con la Nuova politica economica nella Russia sovietica degli anni venti che introdusse riforme orientate al mercato mantenendo la proprietà statale dei vertici dell'economia. Le riforme sono giustificate attraverso la convinzione che il cambiamento delle condizioni richieda nuove strategie per lo sviluppo socialista.
Secondo Li Rongrong, presidente nel 2003 della Commissione per la Supervisione e l'Amministrazione delle Attività Statali, il sistema economico socialista cinese è sostenuto dal ruolo centrale dell'impresa pubblica:
Altre analisi marxiste sottolineano che il sistema economico cinese, basato sulla produzione di merci, ha un ruolo per il capitale privato e indebolisce la classe operaia, rappresentando di fatto un'economia capitalista. I marxisti classici credono che un'economia di merci socialista (o un'economia socialista di mercato) sia contraddittoria. Altri socialisti credono che i Cinesi abbiano abbracciato molti elementi del capitalismo di mercato, in particolare la produzione di merci e la privatizzazione, dando vita a un sistema economico capitalista vero e proprio. In passato, sebbene molte imprese fossero nominalmente di proprietà pubblica, i profitti venivano trattenuti dalle imprese e utilizzati per pagare ai manager stipendi eccessivamente alti piuttosto che essere distribuiti tra la popolazione. La situazione è cambiata con la campagna anticorruzione di Xi Jinping: i salari dei dirigenti delle SOE sono stati tagliati del 50%, è stato consolidato il "ruolo di comando" del Partito Comunista sulle SOE, i Congressi di rappresentanza del personale e dei lavoratori, una forma di democrazia sul posto di lavoro e le imprese sono state obbligate ad averli per legge.